# Bahnstrecke Svitavy–Žďárec u Skutče
| |                      |                                              |                                              |
| Kursbuchstrecke (SŽ): | 261                  |                                              |                                              |
| Streckenlänge: | 52,829 km            |                                              |                                              |
| Spurweite: | 1435 mm (Normalspur) |                                              |                                              |
| Streckenklasse: | B2                   |                                              |                                              |
| Maximale Neigung: | 23,56 ‰              |                                              |                                              |
| Streckengeschwindigkeit: | 60 km/h              |                                              |                                              |
| |                      |                                              |                                              |
| \| \| \| von Brno hl.n. \| \| \| \| 0,000 \| Svitavy früher Zwittau \| Svitavy früher Zwittau \| \| \| \| nach Česká Třebová \| \| \| \| 1,025 \| Silnice I/43 und II/461 \| Silnice I/43 und II/461 \| \| \| 1,040 \| Svitava \| Svitava \| \| \| 1,890 \| vlečka Svitap \| vlečka Svitap \| \| \| 2,442 \| Svitavy zastávka früher Zwittau Lokalbahn \| Svitavy zastávka früher Zwittau Lokalbahn \| \| \| 2,595 \| vlečka AGROTEC \| vlečka AGROTEC \| \| \| 5,220 \| Vendolský Lesní Viadukt \| Vendolský Lesní Viadukt \| \| \| 6,684 \| Vendolí früher Stangendorf \| Vendolí früher Stangendorf \| \| \| 8,569 \| Vendolí zastávka früher Ober Stangendorf \| Vendolí zastávka früher Ober Stangendorf \| \| \| 10,604 \| ehem. Landesgrenze Mähren–Böhmen \| ehem. Landesgrenze Mähren–Böhmen \| \| \| 11,225 \| Květná früher Blumenau \| Květná früher Blumenau \| \| \| 12,220 \| Květná zastávka \| Květná zastávka \| \| \| 14,473 \| Pomezí früher Laubendorf \| Pomezí früher Laubendorf \| \| \| 17,106 \| Pomezí zastávka \| Pomezí zastávka \| \| \| \| Protektoratsgrenze (1938–1945) \| \| \| \| 19,149 \| vlečka muniční továrna \| vlečka muniční továrna \| \| \| 19,290 \| Polička \| Polička \| \| \| 23,077 \| Sádek u Poličky früher Baumgarten-Ullersdorf \| Sádek u Poličky früher Baumgarten-Ullersdorf \| \| \| 25,159 \| Oldřiš \| Oldřiš \| \| \| 26,80 \| Borová u Poličky zastávka \| Borová u Poličky zastávka \| \| \| 28,435 \| Borová u Poličky früher Borowa \| Borová u Poličky früher Borowa \| \| \| 31,689 \| Scheitelpunkt (Europäische Wasserscheide) \| 681 m \| \| \| 34,046 \| Pustá Kamenice zastávka \| Pustá Kamenice zastávka \| \| \| 35,053 \| Pustá Kamenice früher Wüstkamenitz \| Pustá Kamenice früher Wüstkamenitz \| \| \| 36,903 \| Čachnov früher Čachnow \| Čachnov früher Čachnow \| \| \| 40.717 \| Krouna \| Krouna \| \| \| 41,680 \| Krouna zastávka \| Krouna zastávka \| \| \| 46,745 \| Předhradí früher Richenburg \| Předhradí früher Richenburg \| \| \| 49,537 \| Skuteč früher Skutsch Stadt \| Skuteč früher Skutsch Stadt \| \| \| \| Žejbro \| \| \| \| \| von Havlíčkův Brod \| \| \| \| 52,829 \| Žďárec u Skutče früher Skutsch \| Žďárec u Skutče früher Skutsch \| \| \| \| nach Pardubice \| \| \| \| \| \| \| \| Quellen: [1][2][3] \| \| \| \| |                      |                                              |                                              |
| Strecke |                      | von Brno hl.n.                               | von Brno hl.n.                               |
| Bahnhof | 0,000                | Svitavy früher Zwittau                       | Svitavy früher Zwittau                       |
| Abzweig geradeaus und nach rechts |                      | nach Česká Třebová                           | nach Česká Třebová                           |
| Brücke | 1,025                | Silnice I/43 und II/461                      | Silnice I/43 und II/461                      |
| Brücke über Wasserlauf | 1,040                | Svitava                                      | Svitava                                      |
| Abzweig geradeaus und ehemals von links | 1,890                | vlečka Svitap                                | vlečka Svitap                                |
| Haltepunkt / Haltestelle | 2,442                | Svitavy zastávka früher Zwittau Lokalbahn    | Svitavy zastávka früher Zwittau Lokalbahn    |
| Abzweig geradeaus und nach rechts | 2,595                | vlečka AGROTEC                               | vlečka AGROTEC                               |
| Brücke | 5,220                | Vendolský Lesní Viadukt                      | Vendolský Lesní Viadukt                      |
| Haltepunkt / Haltestelle | 6,684                | Vendolí früher Stangendorf                   | Vendolí früher Stangendorf                   |
| Haltepunkt / Haltestelle | 8,569                | Vendolí zastávka früher Ober Stangendorf     | Vendolí zastávka früher Ober Stangendorf     |
| Grenze | 10,604               | ehem. Landesgrenze Mähren–Böhmen             | ehem. Landesgrenze Mähren–Böhmen             |
| Bahnhof | 11,225               | Květná früher Blumenau                       | Květná früher Blumenau                       |
| Haltepunkt / Haltestelle | 12,220               | Květná zastávka                              | Květná zastávka                              |
| Haltepunkt / Haltestelle | 14,473               | Pomezí früher Laubendorf                     | Pomezí früher Laubendorf                     |
| Haltepunkt / Haltestelle | 17,106               | Pomezí zastávka                              | Pomezí zastávka                              |
| Grenze |                      | Protektoratsgrenze (1938–1945)               | Protektoratsgrenze (1938–1945)               |
| Abzweig geradeaus und ehemals von links | 19,149               | vlečka muniční továrna                       | vlečka muniční továrna                       |
| Bahnhof | 19,290               | Polička                                      | Polička                                      |
| Haltepunkt / Haltestelle | 23,077               | Sádek u Poličky früher Baumgarten-Ullersdorf | Sádek u Poličky früher Baumgarten-Ullersdorf |
| Haltepunkt / Haltestelle | 25,159               | Oldřiš                                       | Oldřiš                                       |
| Haltepunkt / Haltestelle | 26,80                | Borová u Poličky zastávka                    | Borová u Poličky zastávka                    |
| Bahnhof | 28,435               | Borová u Poličky früher Borowa               | Borová u Poličky früher Borowa               |
| Kulminations-/Scheitelpunkt | 31,689               | Scheitelpunkt (Europäische Wasserscheide)    | 681 m                                        |
| Haltepunkt / Haltestelle | 34,046               | Pustá Kamenice zastávka                      | Pustá Kamenice zastávka                      |
| Haltepunkt / Haltestelle | 35,053               | Pustá Kamenice früher Wüstkamenitz           | Pustá Kamenice früher Wüstkamenitz           |
| Bahnhof | 36,903               | Čachnov früher Čachnow                       | Čachnov früher Čachnow                       |
| Haltepunkt / Haltestelle | 40.717               | Krouna                                       | Krouna                                       |
| Haltepunkt / Haltestelle | 41,680               | Krouna zastávka                              | Krouna zastávka                              |
| Haltepunkt / Haltestelle | 46,745               | Předhradí früher Richenburg                  | Předhradí früher Richenburg                  |
| Bahnhof | 49,537               | Skuteč früher Skutsch Stadt                  | Skuteč früher Skutsch Stadt                  |
| Brücke über Wasserlauf |                      | Žejbro                                       | Žejbro                                       |
| Abzweig geradeaus und von links |                      | von Havlíčkův Brod                           | von Havlíčkův Brod                           |
| Bahnhof | 52,829               | Žďárec u Skutče früher Skutsch               | Žďárec u Skutče früher Skutsch               |
| Strecke |                      | nach Pardubice                               | nach Pardubice                               |
| |                      |                                              |                                              |
| Quellen: |                      |                                              |                                              |

Die Bahnstrecke Svitavy–Žďárec u Skutče ist eine regionale Eisenbahnverbindung in Tschechien, die ursprünglich als staatlich garantierte Lokalbahn Zwittau–Polička (tschech.: Místní dráha Svitava–Polička) erbaut und betrieben wurde. Die Strecke zweigt in Svitavy (Zwittau) von der Bahnstrecke Brno–Česká Třebová ab, überquert bei Květná (Blumenau) die frühere Landesgrenze zwischen Mähren und Böhmen und führt über Polička und  Skuteč (Skutsch) nach Žďárec u Skutče, wo sie in die Bahnstrecke Havlíčkův Brod–Pardubice einmündet. Bei Pustá Kamenice (Wüstkamenitz) überquert die Strecke in einer Seehöhe von 681 Metern die Europäische Hauptwasserscheide.
Nach einem Erlass der tschechischen Regierung ist die Strecke seit dem 20. Dezember 1995 als regionale Bahn („regionální dráha“) klassifiziert.

## Geschichte
Am 10. September 1894 wurde dem Herrn „Dr. Wenzel Hübsch. Obmann der Ortsvertretung der Stadt Polička innerhalb der Stadtmauern und Josef Thanabauer, Mitglied der obigen Ortsvertretung und Realitätenbesitzer in Polička die erbetene Concession … zum Baue und Betriebe einer als normalspurige Localbahn auszuführenden Locomotiveisenbahn von der Station Zwittau der Linie Brünn–Prag der privilegierten österreichisch-ungarischen Staatseisenbahn-Gesellschaft nach Polička“ erteilt. Bis zum Ablauf des 76. Jahres ab Konzessionserteilung wurde durch den österreichischen Staat eine Verzinsung des Anlagekapitals von je 4 Prozent und maximal 27.406 fl. ö.W. jährlich garantiert. Teil der Konzession war zudem die Verpflichtung, den Bau der Strecke sofort zu beginnen und „binnen einem und einem halben Jahre“ fertigzustellen.
Am 15. September 1896 wurde die Strecke eröffnet. Den Betrieb führten die k.k. Staatsbahnen (kkStB) für Rechnung der Eigentümer aus.
Am 31. Mai 1897 erhielt die Lokalbahn Zwittau–Polička die Konzession für die Fortführung ihrer Strecke von Polička bis zur Station Skutsch der Österreichischen Nordwestbahn (ÖNWB). Auch dieser Streckenteil sollte binnen einundeinhalb Jahren fertiggestellt werden. Teil dieser Konzession war zudem die Verpflichtung, beide Streckenteile „zu einem einheitlichen Unternehmen“ zu vereinigen. Das garantierte jährliche Reinerträgnis für die Gesamtstrecke wurde dabei neu auf 68.606 fl. ö.W. bis zum 10. September 1970 festgesetzt. Am 16. Oktober 1897 wurde die Strecke eröffnet.
Das Aktienkapital der am 1. Oktober 1896 gegründeten Aktiengesellschaft Lokalbahn Zwittau–Polička betrug insgesamt 1.524.000 Kronen. Sitz der Gesellschaft war Wien.

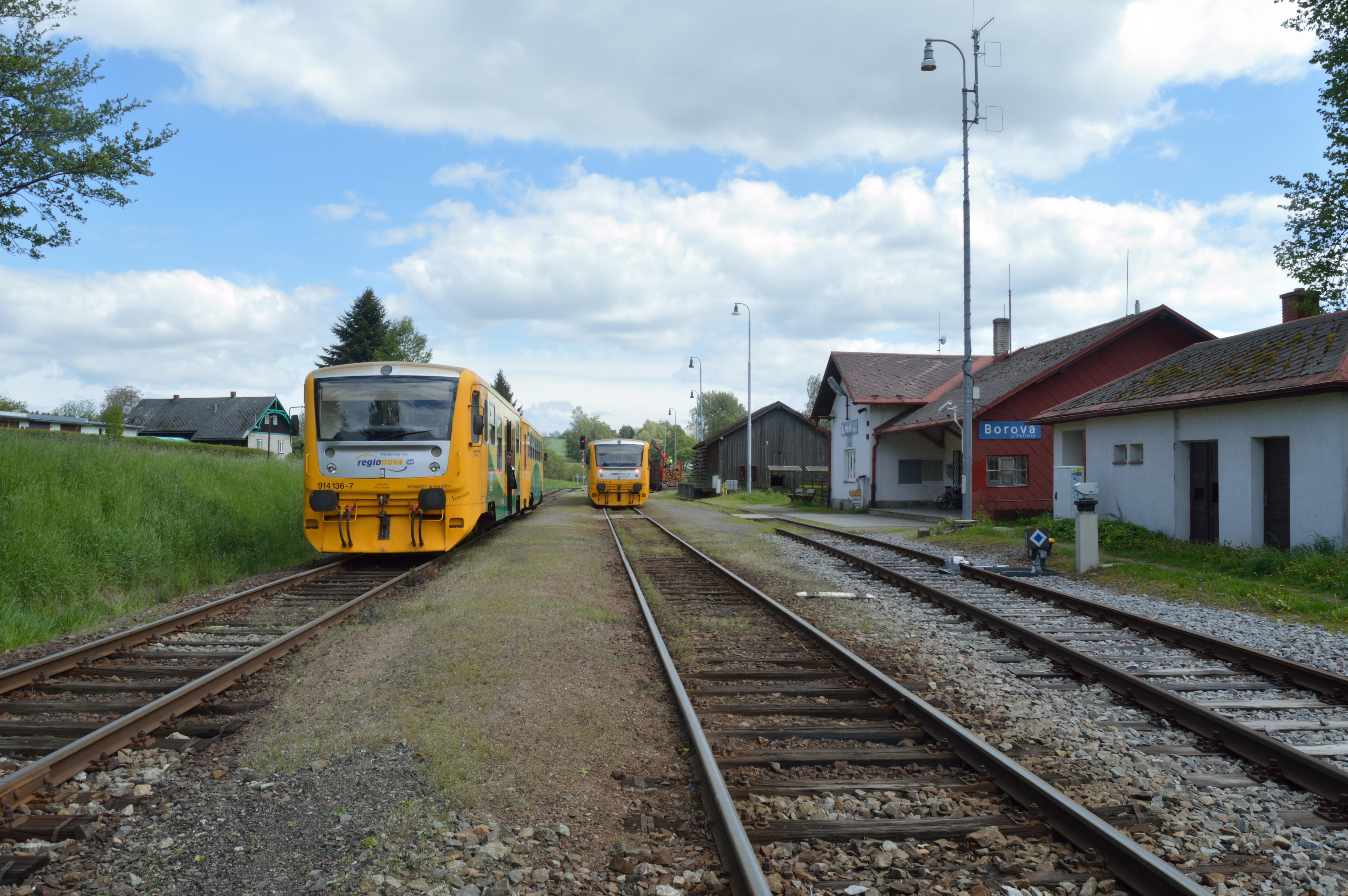
Bahnhof Borová u Poličky (2014)

Der Fahrplan 1912 verzeichnete lediglich ein durchlaufendes, gemischtes Zugpaar in der Relation Zwittau–Skutsch sowie zwei in der Gegenrichtung. Weitere Züge bedienten die Teilstrecken Zwittau–Polička sowie Skutsch Stadt–Skutsch. Für die gesamte Strecke zwischen Zwittau und Skutsch benötigen die Züge etwa drei Stunden.
Nach dem Ersten Weltkrieg übernahmen die neugegründeten Tschechoslowakischen Staatsbahnen (ČSD) die Betriebsführung von den kkStB. Am 1. Januar 1925 wurde die Lokalbahn Zwittau–Polička per Gesetz verstaatlicht und die Strecke wurde ins Netz der ČSD integriert.
Nach der Angliederung des Sudetenlandes an Deutschland im Herbst 1938 kam die Strecke zwischen Zwittau und Laubendorf Unterort zur Deutschen Reichsbahn, Reichsbahndirektion Breslau. Als Grenzbahnhof wurde der Haltepunkt Laubendorf Unterort bestimmt. Im Reichskursbuch war die Verbindung als KBS 154u Zwittau–Politschka enthalten.
Am 1. Januar 1993 ging die Strecke im Zuge der Auflösung der Tschechoslowakei an die neu gegründeten České dráhy (ČD) über. Seit 2003 gehört sie zum Netz des staatlichen Infrastrukturbetreibers Správa železniční dopravní cesty (SŽDC; heute: Správa železnic).

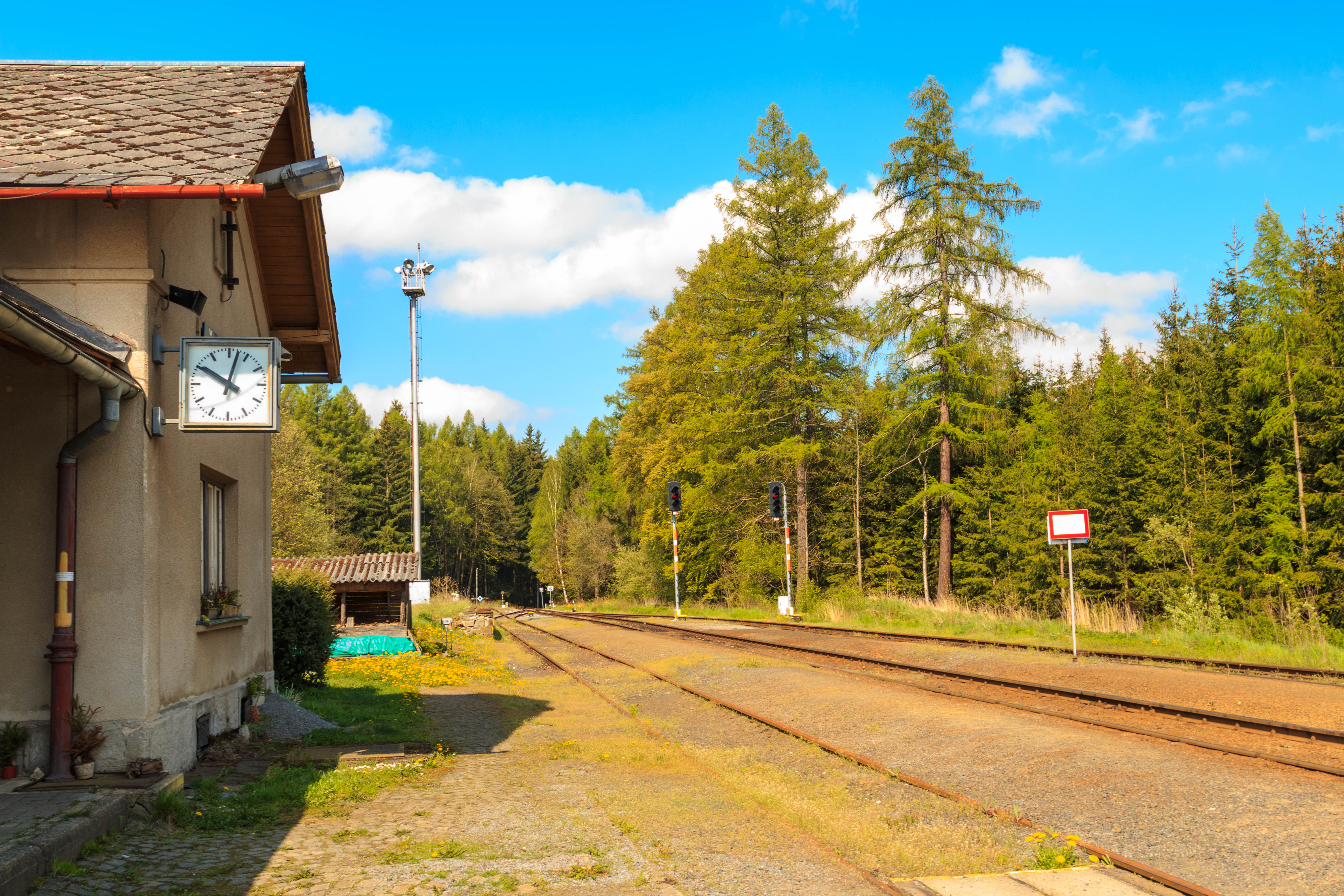
Bahnhof Čachnov (2016)

Am 24. Juni 1995 ereignete sich bei Krouna zastávka ein schwerer Eisenbahnunfall, bei dem 19 Menschen starben. Ein von Žďárec u Skutče kommender Personenzug war frontal mit drei Güterwagen zusammengeprallt, die im Bahnhof Čachnov bei Rangierarbeiten entlaufen waren. Am Unfallort erinnert ein Denkmal mit den Namen der Opfer an das Ereignis.
Im Jahr 2011 beschloss der Pardubický kraj als zuständiger Aufgabenträger für den öffentlichen Nahverkehr im Rahmen einer allgemeinen Optimierung die Einstellung des regelmäßigen Reiseverkehrs zwischen Pustá Kamenice und Žďárec u Skutče. Der Jahresfahrplan 2012 gültig ab 11. Dezember 2011 verzeichnete auf diesem Abschnitt nur noch zwei Reisezugpaare an den Wochenenden in der Relation Pardubice–Borová u Poličky. Zwischen Svitavy und Pustá Kamenice verkehrten Züge im Zweistundentakt mit einigen Taktverdichtungen werktags und sonntags. Die Haltestellen Vendolí, Květná, Květná zastávka, Pomezí und Pomezí zastávka wurden nicht mehr bedient. Ab dem Jahresfahrplan 2013 hielten die Züge wieder an allen Haltestellen, seit  dem Jahresfahrplan 2014 gibt es auf der ganzen Strecke wieder täglichen Personenverkehr.
Im Jahresfahrplan 2020 verkehren Personenzüge zwischen Svitavy und Pustá Kamenice in einem Zweistundentakt, wobei einzelne Züge von und nach Česká Třebová durchgebunden werden. Während der Hauptverkehrszeiten werktags ist dieser Takt zu einem Stundentakt verdichtet. Auf der restlichen Strecke besteht kein fester Takt mehr. An den Wochenende gibt es Durchläufe in der Relation Polička–Pardubice-Rosice nach Labem, die vorrangig dem touristischen Verkehr dienen. Werktags verkehren Züge des Berufsverkehrs zwischen Polička bzw. Borová u Polič und Žďárec u Skutče. Einzelne Zugläufe sind auch über die Gesamtstrecke durchgebunden.

## Fahrzeugeinsatz

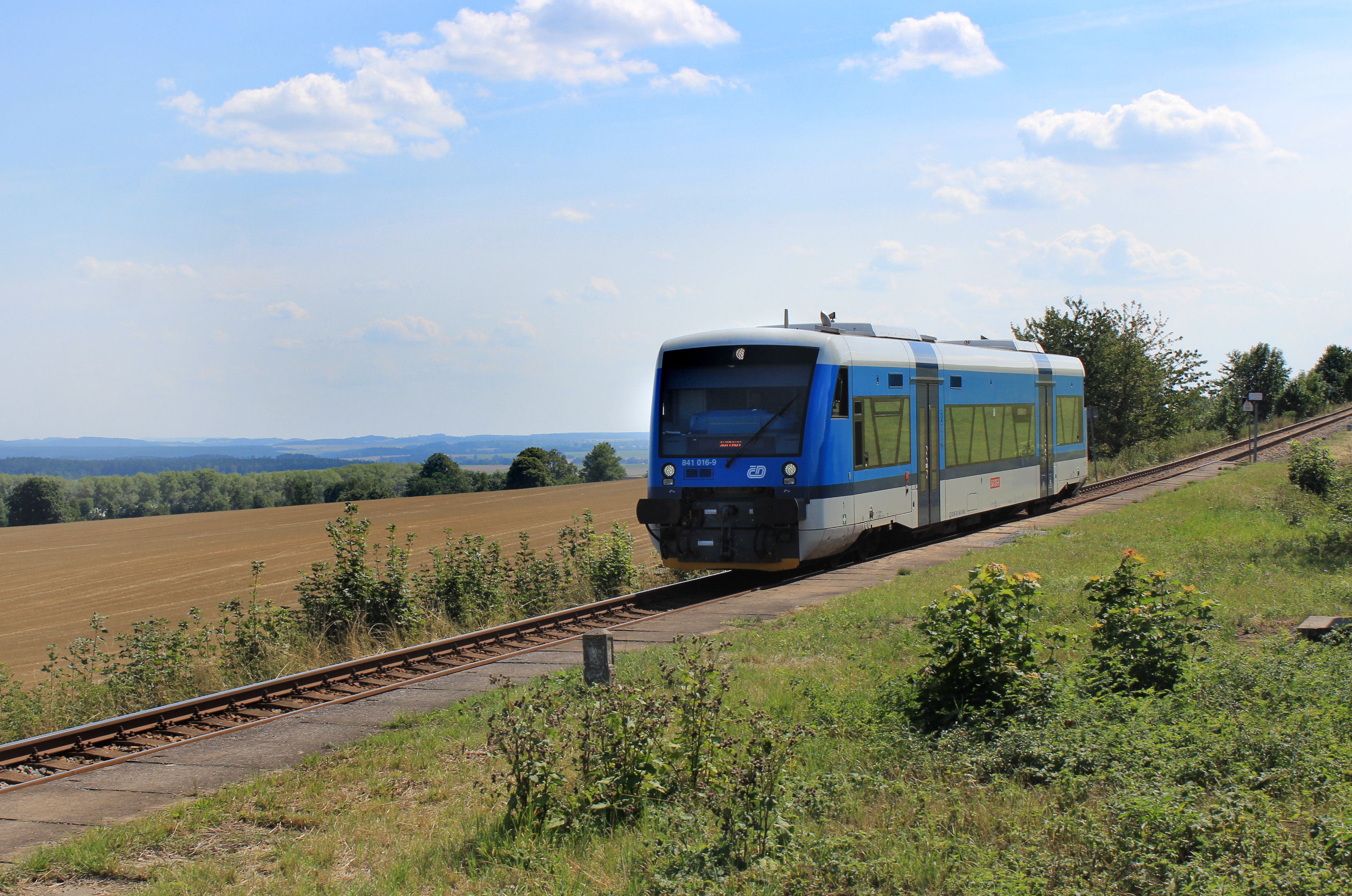
Triebwagen der ČD-Baureihe 841 (Vendolí, 2015)

Die betriebsführende kkStB beschaffte für Rechnung der Lokalbahn Zwittau–Polička vier Lokomotiven der kkStB-Reihe 97. Sie besaßen die Betriebsnummern 97.86, 97.87, 97.101 und 97.112.
Der Reiseverkehr wird heute mit Triebwagen der Baureihen 810 „RegioMouse“, 814 „RegioNova“ und 841 „RegioSpider“ abgewickelt.